# U.S. Pro Indoor 1982
Lo U.S. Pro Indoor 1982 è stato un torneo di tennis giocato sintetico indoor. È stata la 15ª edizione dello U.S. Pro Indoor, che fa parte del Volvo Grand Prix 1982. Si è giocato al Wachovia Spectrum di Filadelfia in Pennsylvania negli Stati Uniti dal 25 al 31 gennaio 1982.

## Campioni

### Singolare maschile
John McEnroe ha battuto in finale  Jimmy Connors con il punteggio di 6–3, 6–3, 6–1

### Doppio maschile
Peter Fleming /  John McEnroe hanno battuto in finale  Sherwood Stewart /  Ferdi Taygan con il punteggio di 7–6, 6–4